# Итоговый турнир WCT
Итоговый турнир WCT (англ. WCT Finals, также Мастерс WCT, англ. Masters WCT) — ежегодный теннисный турнир, проводившийся профессиональной теннисной ассоциацией World Championship Tennis (WCT) с 1971 по 1989 год в помещении на кортах с ковровым покрытием. В турнире принимали участие 8—16 лучших игроков по итогам выступлений в турнирах WCT прошедшего сезона. Призовой фонд турнира от 50 000 долларов в начале 1970-х годов вырос до 500 тысяч в 1989 году.

## История турнира
В 1971 году турнир проводился в Хьюстоне (четвертьфиналы и полуфиналы) и Далласе (финал); начиная с 1972 года он проводился только в Далласе. По 1979 год включительно местом проведения турнира служил «Moody Coliseum», с 1980 года — «Reunion Arena».
Турнир 1971 года проводился в ноябре, практически одновременно с аналогичным турниром, проводимым конкурирующей профессиональной ассоциацией АТР, известным под названием «Мастерс». В дальнейшем под давлением со стороны телевизионных компаний турнир  был перенесен на весну. В 1972 и 1982-83 году WCT проводила также дополнительные итоговые турниры: в ноябре 1972 года в Риме, осенью 1982 года в Неаполе и в январе 1983 года в Детройте.
Турнир в Далласе стал первым, где была опробована система электронного судейства; это произошло уже в 1974 году.
Турнир пар (в 1973-1979 годах «Парный чемпионат мира WCT», англ. WCT World Doubles, с 1980 года «Мастерс WCT», англ. Masters Doubles WCT) проводился среди лучших 8 пар по итогам турниров прошедшего сезона. Турнир проводился в 1973-1978 годах за неделю до турнира в одиночном разряде, но с 1979 года был перенесен на начало января, получив «постоянную прописку» в Лондоне. До 1977 года турнир игрался по олимпийской системе, а с 1978 года в него был включён групповой этап: в каждой из двух отборочных групп четыре пары играли круговой турнир, после чего по две сильнейшие пары выходили в полуфинал.
В 1986 году турниры WCT были включены в турнирную сетку АТР, но некоторые из них продолжали проводиться и дальше. Итоговый турнир в одиночном разряде был прекращён одним из последних; последним стал Турнир чемпионов WCT.

### Рекордсмены по количеству побед
Рекордсменом турнира по числу побед в одиночном разряде является Джон Макинрой — 5 побед в 1979, 1981, 1983, 1984 и 1989 годах. Иван Лендл первенствовал в четырёх турнирах, в том числе во всех трёх в сезоне 1982—83 годов. В парном разряде три турнира из 15 выиграли Хайнц Гюнтхардт и Балаж Тароци (1982, 1983 и 1986).

## Победители и финалисты

### Одиночный разряд
| Год      | Город            | Победитель       | Финалист       | Счёт в финале           |
| -------- | ---------------- | ---------------- | -------------- | ----------------------- |
| 1971     | Хьюстон / Даллас | Кен Роузволл     | Род Лейвер     | 6-4, 1-6, 7-6, 7-6      |
| 1972 (1) | Даллас           | Кен Роузволл     | Род Лейвер     | 4-6, 6-0, 6-3, 6-7, 7-6 |
| 1972 (2) | Рим              | Артур Эш         | Роберт Лутц    | 6-2, 3-6, 6-3, 3-6, 7-6 |
| 1973     | Даллас           | Стэн Смит        | Артур Эш       | 6-3, 6-3, 4-6, 6-4      |
| 1974     | Даллас           | Джон Ньюкомб     | Бьорн Борг     | 4-6, 6-3, 6-3, 6-2      |
| 1975     | Даллас           | Артур Эш         | Бьорн Борг     | 3-6, 6-4, 6-4, 6-0      |
| 1976     | Даллас           | Бьорн Борг       | Гильермо Вилас | 1-6, 6-1, 7-5, 6-1      |
| 1977     | Даллас           | Джимми Коннорс   | Дик Стоктон    | 6-7, 6-1, 6-4, 6-3      |
| 1978     | Даллас           | Витас Герулайтис | Эдди Диббс     | 6-3, 6-2, 6-1           |
| 1979     | Даллас           | Джон Макинрой    | Бьорн Борг     | 7-5, 4-6, 6-2, 7-6      |
| 1980     | Даллас           | Джимми Коннорс   | Джон Макинрой  | 2-6, 7-6, 6-1, 6-2      |
| 1981     | Даллас           | Джон Макинрой    | Джохан Крик    | 6-1, 6-2, 6-4           |
| 1982 (1) | Даллас           | Иван Лендл       | Джон Макинрой  | 6-2, 3-6, 6-3, 6-3      |
| 1982 (2) | Неаполь          | Иван Лендл       | Войцех Фибак   | 6-4, 6-2, 6-1           |
| 1982 (3) | Детройт          | Иван Лендл       | Гильермо Вилас | 7-5, 6-2, 2-6, 6-4      |
| 1983     | Даллас           | Джон Макинрой    | Иван Лендл     | 6-2, 4-6, 6-3, 6-7, 7-6 |
| 1984     | Даллас           | Джон Макинрой    | Джимми Коннорс | 6-1, 6-2, 6-3           |
| 1985     | Даллас           | Иван Лендл       | Тим Майотт     | 7-6, 6-4, 6-1           |
| 1986     | Даллас           | Андерс Яррид     | Борис Беккер   | 6-7, 6-1, 6-1, 6-4      |
| 1987     | Даллас           | Милослав Мечирж  | Джон Макинрой  | 6-0, 3-6, 6-2, 6-2      |
| 1988     | Даллас           | Борис Беккер     | Стефан Эдберг  | 6-4, 1-6, 7-5, 6-2      |
| 1989     | Даллас           | Джон Макинрой    | Брэд Джилберт  | 6-3, 6-3, 7-6           |

### Парный разряд
| Год         | Город       | Победители                    | Финалисты                        | Счёт в финале           |
| ----------- | ----------- | ----------------------------- | -------------------------------- | ----------------------- |
| 3 мая 1973  | Монреаль    | Роберт Лутц Стэн Смит         | Том Оккер Марти Риссен           | 2-6, 7-61, 6-0          |
| 2 мая 1974  | Монреаль    | Фрю Макмиллан Боб Хьюитт      | Оуэн Дэвидсон Джон Ньюкомб       | 6-2, 6-76, 6-1, 6-2     |
| 30 апр 1975 | Мехико      | Брайан Готтфрид Рауль Рамирес | Клифф Дрисдейл Марк Кокс         | 7-76, 6-75, 6-2, 7-66   |
| 28 апр 1976 | Канзас-Сити | Карл Майлер Войцех Фибак      | Роберт Лутц Рэмзи Смит           | 6-3, 2-6, 3-6, 6-3, 6-4 |
| 4 мая 1977  | Нью-Йорк    | Виджай Амритраж Дик Стоктон   | Витас Герулайтис Адриано Панатта | 7-6, 7-6, 4-6, 6-3      |
| 3 мая 1978  | США         | Том Оккер Войцех Фибак        | Роберт Лутц Стэн Смит            | 6-7, 6-4, 6-0, 6-3      |
| 3 янв 1979  | Лондон      | Джон Макинрой Питер Флеминг   | Илие Настасе Шервуд Стюарт       | 3-6, 6-2, 6-3, 6-1      |
| 2 янв 1980  | Лондон      | Брайан Готтфрид Рауль Рамирес | Том Оккер Войцех Фибак           | 3-6, 6-4, 6-4, 3-6, 6-3 |
| 6 янв 1981  | Лондон      | Питер Макнамара Пол Макнами   | Виктор Амайя Хэнк Пфистер        | 6-3, 2-6, 3-6, 6-3, 6-2 |
| 5 янв 1982  | Лондон      | Хайнц Гюнтхардт Балаж Тароци  | Стив Дентон Кевин Каррен         | 6-7, 6-3, 7-5, 6-4      |
| 3 янв 1983  | Лондон      | Хайнц Гюнтхардт Балаж Тароци  | Брайан Готтфрид Рауль Рамирес    | 6-2, 4-6, 6-3, 6-7, 7-6 |
| 9 янв 1984  | Лондон      | Ханс Симонссон Андерс Яррид   | Павел Сложил Томаш Шмид          | 1-6, 6-3, 3-6, 6-4, 6-3 |
| 2 янв 1985  | Лондон      | Роберт Сегусо Кен Флэк        | Хайнц Гюнтхардт Балаж Тароци     | 6-3, 3-6, 6-3, 6-0      |
| 6 янв 1986  | Лондон      | Хайнц Гюнтхардт Балаж Тароци  | Пол Аннаконе Кристо ван Ренсбург | 6-4, 1-6, 7-6, 6-7, 6-4 |